# Vedin Musić
Vedin Musić (Gračanica, 11 de março de 1973) é um ex-futebolista profissional bósnio, que jogava como zagueiro. Disputou campeonatos a partir de 1994 por vários clubes da Bósnia, Itália e Turquia , e se aposentou dos gramados em 2011.